# Marisa Miller
Pour les articles homonymes, voir Miller.

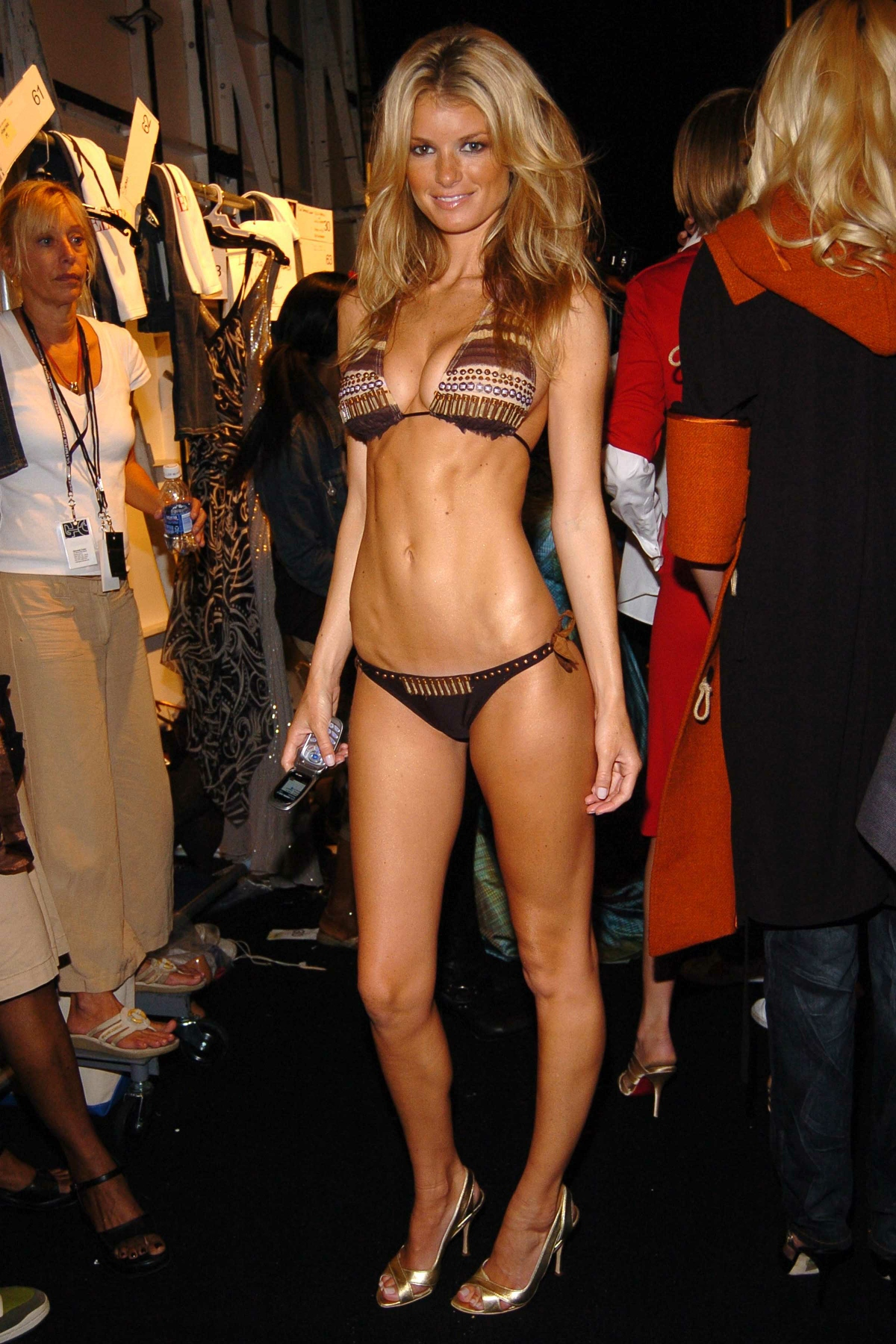
Marisa Miller

Marisa Lee Miller, née Marisa Bertetta le 6 août 1978 à Santa Cruz, est un mannequin américain, notamment connue pour son travail avec Sports Illustrated et Victoria's Secret.

## Biographie
Ses parents se prénomment Marc et Lisa Bertetta.
Elle est découverte par deux agents italiens dans un café de San Francisco. Avec l'accord de sa mère, elle part en Italie quelques mois plus tard, malgré sa personnalité timide et conservatrice. Miller attire l'attention en 1998 en apparaissant en couverture du magazine Perfect 10, puis en 2001 quand elle rencontre Mario Testino qui la photographie pendant qu'elle surfe.
De 2004 à 2008, elle pose pour le magazine Sports Illustrated. En 2004, elle n'est pas habillée sur sa photo. C'est en effet la technique du body painting qui a été utilisée. Elle déclare alors que ça a pris huit heures à être réalisé. En 2006, elle apparaît dans leur calendrier puis, en 2008, elle fait la couverture du Sports Illustrated Swimsuit Issue.
De 2007 à 2010, elle est une ange de Victoria's Secret. Le 26 novembre 2007, elle apparaît en guest star dans un épisode de la série How I Met Your Mother avec ses camarades de Victoria's Secret : Alessandra Ambrosio, Selita Ebanks, Miranda Kerr, Adriana Lima et Heidi Klum. En 2008, elle est en couverture de GQ avec les Anges Adriana Lima, Karolina Kurkova, Heidi Klum, Alessandra Ambrosio et Selita Ebanks. Lors du défilé de 2009, elle porte le Harlequin Fantasy Bra, un soutien gorge d'une valeur de 3 millions de dollars.
En 2008, elle devient l'égérie de Harley-Davidson. La même année, elle s'associe à Vans afin de créer une collection nommée « Vans by Marisa Miller ».
Elle est régulièrement citée dans différents classements des femmes les plus sexy. En 2010, elle est élue troisième femme la plus sexy de l'année par le magazine américain FHM (derrière Cheryl Cole et Megan Fox), et elle arrive seconde du classement des femmes les plus désirables au monde du site web askmen.com.

## Vie privée
En 2000, elle se marie à Jim Miller un organisateur de concours de surf (sport dont elle est passionnée depuis son enfance) et maître-nageur originaire de Californie. Ils se séparent en 2002 et divorcent peu de temps après. Marisa décide de garder le nom de Miller, nom sous lequel elle est devenue connue. Elle se remarie au producteur de musique, Griffin Guess. Ensemble, ils ont deux fils, nés le 14 décembre 2012 puis le 29 mai 2015.

## Filmographie

### Cinéma
- 1992 : The Gun in Betty Lou's Handbag, d'Allan Moyle : April
- 2002 : Le temps d'un automne
- 2006 : The OH in Ohio
- 2013 : RIPD : Brigade fantôme : L'avatar de Roy

### Télévision
- 2007 : How I Met Your Mother : elle-même
- 2007 : Entourage
- 2009 : La Nouvelle Vie de Gary : Brittney